# Panama i olympiska sommarspelen 1996
Panama deltog i de olympiska sommarspelen 1996 med en trupp bestående av sju deltagare, men ingen av landets deltagare erövrade någon medalj.

## Friidrott
Herrarnas 400 meter häck
- Curt Young
  - Heat — 55.20s (→ gick inte vidare)

## Kanotsport
Herrarnas K-1 slalom
- Scott Muller
  - Heat — 242,24 (→ gick inte vidare, 44:e plats)